# 莫任夸爾區
15°33′58″S 40°26′31″E / 15.566°S 40.442°E

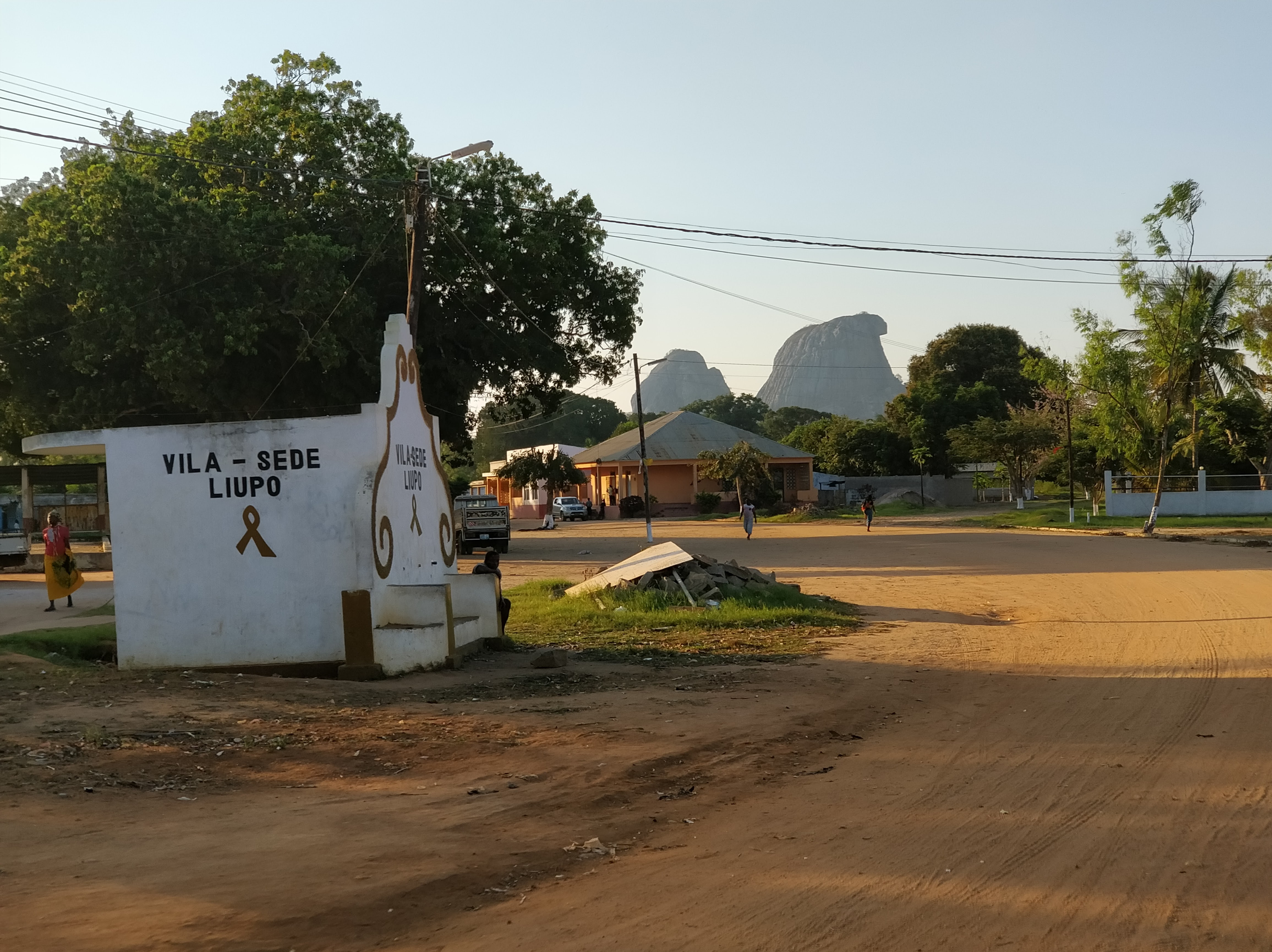

莫任夸爾區（葡萄牙語：Mogincual），是莫桑比克的行政區，位於該國東北部，由楠普拉省負責管轄，首府設於莫任夸爾，面積4,274平方公里，2007年人口129,969，人口密度每平方公里30人。